# علی صویلح
علی صویلح (عربی: علي صويلح؛ ۷ ژانویه ۱۹۳۷ – ۲۹ مهٔ ۱۹۷۸) سیاست‌مدار اهل اتحاد قمر بود. وی از ۳ ژانویه ۱۹۷۶ تا ۱۳ مه ۱۹۷۸ رئیس‌جمهور این کشور بود.
علی صویلح در ۲۹ مه ۱۹۷۸، در سن ۴۱ سالگی ترور شد.